# Jaroslav Jakub
Jaroslav Jakub (* 18. ledna 1967 Moravský Krumlov) je bývalý český fotbalový útočník.

## Škola
- Gymnázium Brno, třída Kapitána Jaroše – maturita v roce 1985[1]

## Fotbalová kariéra
V československé lize nastoupil za Zbrojovku Brno v 11 utkáních, neskóroval. Ve druhé lize odehrál za Zbrojovku Brno a VTJ Tábor celkem 72 utkání, v nichž vstřelil 16 branek. Druhou ligu hrál také za SKP Znojmo na podzim 1992. Na jaře 1993 hrál za VTJ Sigma Hodonín. V Moravskoslezské fotbalové lize hrál za Ratíškovice. Dále účinkoval v nižších rakouských soutěžích (SV Eggenburg, SV Röschitz), kariéru ukončil v FK Hodonín.

## Ligová bilance
| Ročník                                   | Zápasy | Góly | Klub              |
| ---------------------------------------- | ------ | ---- | ----------------- |
| I. ČNFL 1985/86                          | 27     | 7    | TJ Zbrojovka Brno |
| I. ČNFL 1986/87                          | 13     | 1    | TJ Zbrojovka Brno |
| I. ČNFL 1987/88                          | 10     | 2    | TJ Zbrojovka Brno |
| I. ČNFL 1988/89                          | 11     | 5    | TJ Zbrojovka Brno |
| I. ČNFL 1988/89                          | 9      | 1    | VTJ Tábor         |
| 1. československá fotbalová liga 1990/91 | 11     | 0    | FC Zbrojovka Brno |
| I. ČMFL 1991/92                          | 2      | 0    | FC Zbrojovka Brno |
| I. ČMFL 1992/93                          | –      | –    | SKP Znojmo        |
| CELKEM 1. LIGA                           | 11     | 0    |                   |